# Brevigobio kawabatae
Brevigobio kawabatae és una espècie de peix cipriniforme de la família dels ciprínids.